# Балья
Балья (тур. Balya) — город и район в провинции Балыкесир (Турция).

## История
Эти места были населены с древних времён, так как в окрестностях было много шахт, где добывали цинк, медь и т.д.
В 1920-1922 годах район находился под греческой оккупацией .
1. ↑  https://www.mgm.gov.tr/iklim/iklim-siniflandirmalari.aspx